# Кросас, Марк
Марк Кро́сас Лу́ке (исп. Marc Crosas Luque; 9 января 1988, Сан-Фелиу-де-Гишольс, Жирона, Каталония, Испания) — испанский футболист, полузащитник. Выступал за сборную Каталонии.

## Клубная карьера

### «Барселона»
Кросас — воспитанник испанского клуба «Барселона». Играл за все молодёжные команды «каталонцев». В это время молодым талантливым испанцем серьёзно интересовался английский «Ливерпуль», намереваясь взять в аренду Марка с правом последующего выкупа, однако «Барселона» отвергла это предложение.
В 2006 году Кросас подписал с каталонцами свой первый профессиональный контракт сроком на пять лет.
Дебют Марка в первой команде «сине-гранатовых» состоялся 8 ноября 2006 года в матче 1/16 финала Кубка Испании. Молодой футболист вышел на замену вместо Андреса Иньесты на 76-й минуте встречи, где «Барселона» играла с клубом «Бадалона».
Кросас был в составе испанского клуба на клубном чемпионате мира 2006, где каталонцы заняли второе место. В этом же сезоне Марк вместе с «Барселоной» участвовал в Кубке Каталонии. Кросас играл в финальном матче турнира, соперником его команды был «Эспаньол». Основное время поединка закончилось со счётом 1:1, в серии послематчевых пенальти удачливее оказались «сине-гранатовые», 5:4. 12 декабря 2007 года Марк впервые вышел на поле в матче Лиги чемпионов, в котором его клуб на «Камп Ноу» встречался с немецким «Штутгартом».

### «Лион»
11 января 2008 года «Барселона» и французский «Олимпик Лион» достигли соглашения, по которому Марк до конца сезона 2007/08 будет защищать цвета «Олимпика». Произошло это вследствие того, что испанец никак не мог пробиться в основной состав каталонского клуба. Комментируя свой переезд во Францию, Кросас тем не менее высказался о том, что он сохраняет надежду в будущем заиграть в «Барселоне»:
Можно сказать, что я ухожу, чтобы вернуться. Очень хочу играть в сине-гранатовой футболке «Барсы». Это моя мечта и цель.
В «Лионе» молодого испанца сразу же взял под свою опеку лидер клуба, Жуниньо Пернамбукано. Кросас позже говорил, что дружба с бразильцем научила его многому — как в игровом, так и в бытовом плане.
Марк дебютировал в Лиге 1 20 января 2008 года во встрече лионцев с «Лансом». Кросас вышел на замену вместо своего «наставника», Пернамбукано, который вынужден был покинуть поле из-за вывиха пальца ноги.
В июне, когда арендное пребывание Марка в стане французов подходило к концу, президент «Лиона» Жан-Мишель Ола в интервью журналу «L'Équipe» рассказал о том, какое впечатление на него произвёл испанец:
Кросас — отличный футболист. За то недолгое время, что он играет у нас, испанец проявил свои лучшие качества. Сейчас решается вопрос о том, чтобы выкупить у «Барселоны» трансфер игрока, но это уже будет решать новый тренер команды.

### «Селтик»

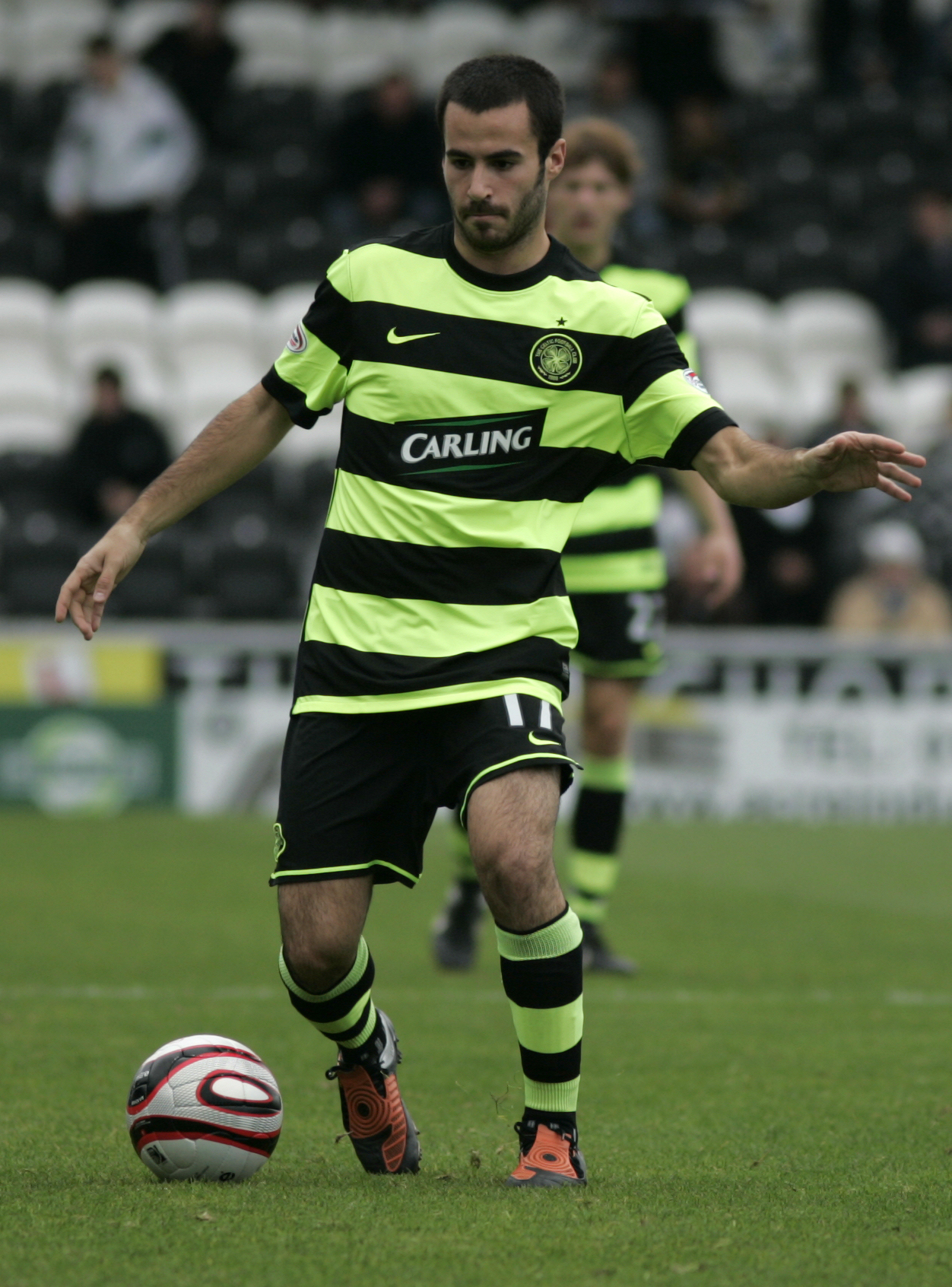
Кросас в составе «Селтика».

В августе 2008 года было объявлено, что новым клубом Марка стал шотландский «Селтик». Кросас подписал контракт сроком на четыре года. Зарплата в испанца у «кельтов» составила 415 тысяч фунтов стерлингов, и она могла вырасти до 1,6 миллиона в зависимости от выступлений. По пункту в сделке между «Барселоной» и «Селтиком» испанский клуб на сезон 2009/10 сохранил право выкупа футболиста обратно за компенсацию не менее 1,65 миллионов фунтов.
Презентация Кросаса состоялась 10 августа перед домашнем матчем Шотландской премьер-лиги «бело-зелёных» против «Сент-Миррена». Дебютировал же Марк 23 августа 2008 года, заменив вместо Скотта Брауна в поединке «Селтика» с «Фалкирком». В первый раз в стартовом составе «кельтов» испанец вышел 13 сентября против «Мотеруэлла».
4 октября Кросас стал лучшим игроком встречи «Селтик» — «Гамильтон Академикал», впервые отыграв полный матч за глазговцев. Марк открыл счёт своим голам в составе «кельтов» 28 февраля 2010 года, поразив ворота «Сент-Миррена» ударом с 30 метров. Позднее этот мяч был признан самым красивым голом «бело-зелёных» в сезоне 2008/09. По итогам этого же футбольного года испанец удостоился звания «Лучшего молодого игрока „Селтика“».
В сезоне 2009/10 Марк потерял место в основном составе «кельтов» в конкурентной борьбе с Массимо Донати и новым приобретением глазговцев, Ландри Н’Гемо. С уходом Донати в «Бари», Кросас вернул место в числе первых одиннадцати, образовав с камерунцем Н’Гемо одну из самых опасных пар центральных полузащитников в Британии.

### «Волга»
В середине февраля 2011 года в прессе появились сообщения, что испанец может пополнить ряды российского клуба «Волга» из города Нижний Новгород. В тот же день главный тренер волжан Омари Тетрадзе подтвердил эту информацию, заявив что «личный контракт полузащитника сторонами уже практически согласован». 18 февраля Марк официально стал игроком «Волги». 14 марта в матче первого тура чемпионата России сезона 2011/12, в котором волжане встречались с клубом «Томь», Кросас дебютировал за свою новую команду.

### «Сантос Лагуна»
14 января 2012 года Марк подписал контракт с мексиканским клубом «Сантос Лагуна». 11 февраля Кросас впервые защищал цвета «воинов» в официальной встрече — в тот день команда испанца в рамках чемпионата страны проиграла оппонентам из «Монаркас Морелия» со счётом 1:3. 20 сентября того же года испанец забил свой первый гол за «Сантос Лагуну», отправив мяч в сетку с одиннадцатиметровой отметки в ворота сальвадорского коллектива «Агила» в матче Лиги чемпионов КОНКАКАФ.

## Сборные Испании и Каталонии
В период с 2004 по 2005 год Марк сыграл восемь матчей за сборную Испании (до 17 лет). В 2007 году Кросас был призван в ряды команды своей страны (до 19 лет), но не смог по-настоящему раскрыться вследствие череды травм футболиста.
Также Марк представляет сборную Каталонии, которая хотя и не имеет официального статуса в ФИФА и УЕФА, но проводит различные товарищеские матчи против национальных команд других стран.

## Личная жизнь
Марк — двоюродный брат голкипера Альберта Хоркеры. Лучшим другом Кросаса является его бывший партнёр по «Барселоне» Боян Кркич. У Марка заключён рекламный контракт с «Nike», по которому испанец играет в бутсах этого знаменитого производителя спортивных товаров.

## Достижения

### Командные достижения
«Лион»
- Чемпион Франции: 2007/08
- Обладатель Кубка Франции: 2007/08

«Селтик»
- Обладатель Кубка Шотландии: 2010/11
- Обладатель Кубка шотландской лиги: 2008/09
- Финалист Кубка шотландской лиги: 2010/11

«Сантос Лагуна»
- Чемпион Мексики: Клаусура 2012
- Финалист Лиги чемпионов КОНКАКАФ: 2011/12

### Личные достижения
- Обладатель приза «Самый красивый гол сезона шотландской Премьер-лиги»: 2008/09
- Молодой игрок года по версии болельщиков «Селтика»: 2008/09

## Клубная статистика
| Клуб                               | Сезон                              | Чемпионат | Чемпионат | Кубок | Кубок | Кубок Лиги | Кубок Лиги | Международные Кубки | Международные Кубки | Итого | Итого |
| Клуб                               | Сезон                              | Игры      | Голы      | Игры  | Голы  | Игры       | Голы       | Игры                | Голы                | Игры  | Голы  |
| ---------------------------------- | ---------------------------------- | --------- | --------- | ----- | ----- | ---------- | ---------- | ------------------- | ------------------- | ----- | ----- |
| Барселона Б / Барселона            | 2005/06                            | —         | —         | —     | —     | —          | —          | —                   | —                   | —     | —     |
| Барселона Б / Барселона            | 2006/07                            | —         | —         | 1     | 0     | —          | —          | —                   | —                   | —     | —     |
| Барселона Б / Барселона            | 2007/08                            | —         | —         | 1     | 0     | —          | —          | 1                   | 0                   | —     | —     |
| Всего за «Барселона Б / Барселона» | Всего за «Барселона Б / Барселона» | 50        | 1         | 2     | 0     | 0          | 0          | 1                   | 0                   | 53    | 1     |
| Лион                               | 2007/08                            | 8         | 0         | 3     | 0     | —          | —          | —                   | —                   | 11    | 0     |
| Всего за «Лион»                    | Всего за «Лион»                    | 8         | 0         | 3     | 0     | 0          | 0          | 0                   | 0                   | 11    | 0     |
| Селтик                             | 2008/09                            | 18        | 1         | 3     | 0     | 1          | 0          | —                   | —                   | 22    | 1     |
| Селтик                             | 2009/10                            | 17        | 0         | 4     | 0     | 2          | 0          | 3                   | 0                   | 26    | 0     |
| Селтик                             | 2010/11                            | 1         | 0         | 1     | 0     | 1          | 0          | —                   | —                   | 3     | 0     |
| Всего за «Селтик»                  | Всего за «Селтик»                  | 36        | 1         | 8     | 0     | 4          | 0          | 3                   | 0                   | 51    | 1     |
| Волга (НН)                         | 2011/12                            | 26        | 0         | 2     | 0     | —          | —          | —                   | —                   | 28    | 0     |
| Всего за «Волгу»                   | Всего за «Волгу»                   | 26        | 0         | 2     | 0     | 0          | 0          | 0                   | 0                   | 28    | 0     |
| Сантос Лагуна                      | 2011/12                            | 15        | 0         | —     | —     | —          | —          | 5                   | 0                   | 20    | 0     |
| Сантос Лагуна                      | 2012/13                            | 29        | 0         | —     | —     | —          | —          | 6                   | 2                   | 35    | 2     |
| Всего за «Сантос Лагуна»           | Всего за «Сантос Лагуна»           | 44        | 0         | 0     | 0     | 0          | 0          | 11                  | 2                   | 55    | 2     |
| Всего за карьеру                   | Всего за карьеру                   | 164       | 2         | 15    | 0     | 4          | 0          | 15                  | 2                   | 198   | 4     |

(откорректировано по состоянию на 3 апреля 2013)